# Stjepan Perić
Stjepan Perić (* 1. März 1983 in Zagreb, Kroatien, SFR Jugoslawien) ist ein kroatischer Schauspieler.

## Leben
Nach seinem Abitur studierte er Jura an der Universität von Zagreb.
2003 entschloss er sich, seiner Leidenschaft für die Künste nachzugehen, und beendete sein Universitätsstudium zugunsten einer Schauspielkarriere. Ab 2003 besuchte er die renommierte Academy of Dramatic Art der Universität Zagreb.
Die erste Hauptrolle folgte im Jahr 2007 als „Werther“ in einer Theaterfassung von Goethes „Die Leiden des jungen Werther“. Für seine Darstellung des „Orin Mannon“ in Eugene O’Neills „Trauer muss Elektra tragen“ am Kroatischen Nationaltheater in Zagreb wurde er 2008 als bester Nachwuchsschauspieler des Kroatischen Theaterpreises nominiert.
2009 schrieb er gemeinsam mit dem jungen Regisseur Nevio Marasović die Pilotfolge zu „Instruktor“, in der er auch die Hauptrolle des Fahrlehrers verkörperte, und die später zu einer der erfolgreichsten TV-Serien Kroatiens werden sollte.
Im darauffolgenden Jahr entschloss er sich, seinen Lebensmittelpunkt nach London zu verlegen, wo er seit 2010 an der renommierten Central School of Speech and Drama studiert.
Nach seiner Rückkehr nach Kroatien widmet er sich ausschließlich der Schauspielerei für die Leinwand. Er trat in mehr als vierzig Filmen auf und gewann in Mostar  und New York den Preis für den besten Schauspieler. 
Er ist mit Jelena Jovanova verheiratet und sie haben einen Sohn.

## Filmografie

### Filme
- 2016: Ministry of Love
- 2015: Shooting Stars
- 2014: Together
- 2013: Svecenikova djeca
- 2012: Revolution Now
- 2012:  Zagrebacke price vol. 2 , auch bekannt als Zagreb Stories Vol.2
- 2012: Once Upon a Winter´s Night
- Grey Matter  (2011)
- The Show Must Go On (2010)
- Sprechen wir über die Liebe (Pričaj mi o ljubavi)  (2008)
- Sieben verpasste Anrufe (Sedam neodgovorenih poziva)  (2007)
- Wahres Wunder (Pravo čudo)  (2006)

### Fernsehen
- Crno - bijeli svijet wie Ves (2015)
- Kud puklo da puklo wie Ljubo Žulj (2014–2015)
- Tajne wie Filip Petric (2013–2014)
- Ruza vjetrova wie dr. Nikola Krizman (2012)
- Fahrlehrer (Instruktor) wie Instruktor (2010)
- Die besten Jahre (Najbolje Godine) wie Filip (2009)
- Crazy House (Luda Kuća) wie Kruz Imbriščak (2008)
- Unsere kleine Klinik (Naša mala klinika) (2007)
- Gewöhnliche Menschen (Obični ljudi) (2007)
- Nachbarn für immer (Zauvijek susjedi) wie Krešo Novosel (2007)
- Tenderfoot (Žutokljunac) wie Knight Stjepko (2007)
- Balkan Inc. (2006)

## Theater
- Nur Pferden gibt man den Gnadenschuß wie Robert Syverten, Kroatisches Nationaltheater (2008)
- Dundo Maroje wie Maro Marojev, Kroatisches Nationaltheater (2008)
- Elton Johns Sonnenbrille wie Shaun, Kroatisches Nationaltheater (2008)
- Trauer muss Elektra tragen wie Orin Mannon, Kroatisches Nationaltheater (2008)
- Die Leiden des jungen Werther wie Wether, KULT (2007)
- Niemand Sohn, Kroatisches Nationaltheater (2006)
- Aschenputtel wie Erzähler, Tresnja (2006)